# بيسيك ليزافا
بيسيك ليزافا مواليد 21 فبراير 1986 في تبليسي، جورجيا، هو لاعب كرة سلة جورجي. يلعب في دوري السوبر الجورجي لكرة السلة. يحمل الرقم 2.

## المسيرة الاحترافية
لعب مع جاي دي أيه ديجون في الدوري الفرنسي في موسم 2004–2005، ثم لعب مع نادي روستاوي لكرة السلة من سنة 2007 إلى 2009، ثم لعب مع أبولون ليماسول في موسم 2011–2012، ثم لعب مع نادي دينامو تبليسي لكرة السلة من سنة 2013 إلى 2015.

## روابط خارجية
- بيسيك ليزافا على موقع الاتحاد الدولي لكرة السلة (الإنجليزية)
- بيسيك ليزافا على موقع كرة السلة الأوروبية.كوم (الإنجليزية)
- بيسيك ليزافا على موقع ريلجم (الإنجليزية)
- بيسيك ليزافا على موقع بروبوليرز (الإنجليزية)